# Бібліографія Тараса Шевченка

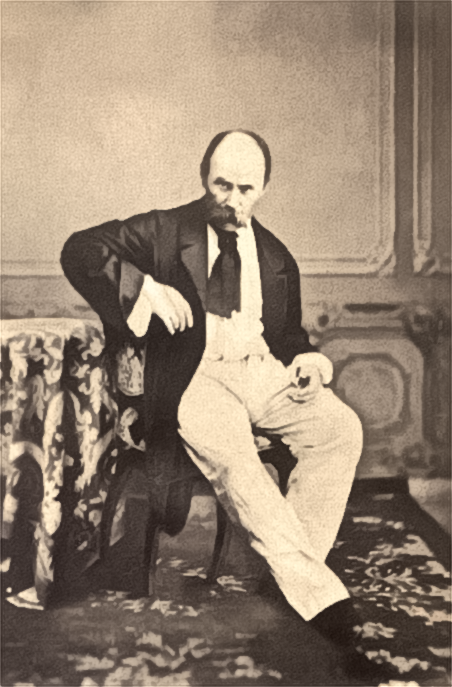
Тарас Шевченко, світлина 1859 року

Бібліографія Тараса Шевченка — уся сукупність наукових, художніх та інших творів про Тараса Шевченка та його творчість. Окрім видань його творів, включає такі розділи: археографічна та текстологічна Шевченкіана; історична біографістика й культурно-інтелектуальні комунікації; історія видань творів Шевченка; Шевченко та історія України; історичні та етнографічно-побутові сюжети і мотиви у поетичній і прозовій спадщині Шевченка; історичні та етнографічно-побутові сюжети і мотиви у мистецькій спадщині Шевченка; вшанування пам'яті Шевченка: історія, місця пам'яті; бібліографічні посібники; інтернет ресурси.

## Видання творів Шевченка

### Повні зібрання творів
- Повне видання творів: у ? т.. Коломия: Галицька накладня, 1919.[2]
- Повне зібрання творів: у ? т. Редагування та вступне слово академіка С. Єфремова. Київ: Державне видавництво України; Державний Трест «Київ-Друк», 1927—1929[3]
- Повне зібрання творі у 2 т. (120-річчя від дня народження) Київ: Державне літературне видавництво. 1935—1936[4]
- Повна збірка творів: у 5 т. (до 125-ти річчя з Дня народження) Редколегія: О. Є. Корнійчук, П. Г. Тичина, М. Т. Рильський, Ф. А. Редько, Д. Д. Копиця. Том 1 — Харків: Друкарня ім. М. В. Фрунзе. Том 2-5 — Харків: Книжкова Фабрика ДВРШ ім. Г. І. Петровського. 1939 р. Тираж 20, 000[5]
- Повне видання творів Тараса Шевченка: У 16 т. Варшава-Львів: Український науковий інститут, 1934—1939 рр.
- Повне зібрання творів: У 10 т. Київ: Видавництво АН УРСР, 1939—1964 рр.[6]
- Повне видання творів Тараса Шевченка: У 14 т. Чикаго: Видавництво Миколи Денисюка. 1959—1963 рр.[7]
- Повне зібрання творів: У 6 т. Київ: Видавництво АН УРСР, 1963—1964 рр.
- Повне зібрання творів: У 12 т. НАН України; Інститут літератури ім. Т. Г. Шевченка / Ред. кол. М. Г. Жулинський (голова) та ін. Київ: Наукова думка. 2001—2014 рр.[8][9].

### Повні збірки поезій
- Тарас Шевченко. Кобзар: Повна збірка поезій. (До 125-річного ювілею від дня народження). Академія наук УРСР. Інститут Української Літератури ім. Т. Г. Шевченка. Редколегія: О. Є. Корнійчук, П. Г. Тичина, М. Т. Рильський, Ф. А. Редько, Д. Д. Копиця. Київ: Державне Літературне Видавництво, 1939. ст. 839—843.[10]

### Інші зібрання творів
- Більша книжка. Автографи поезій 1847—1860 рр. — К., 1963;
- Собрание сочинений: В 5 т. — М., 1963—1964(рос.);
- Три літа. Автографи поезій 1843—1845 років. — К., 1966;
- Собрание сочинений в четырех томах. — М., изд-во Правда, 1977. Под редакцией И. Я. Айзенштока и Ф. Я. Приймы(рос.);
- Дневник. Автобиография. Автографы. — К., 1972(рос.);
- Твори в п'яти томах. — К., Дніпро, 1978—1979. Вступна стаття та примітки В. С. Бородіна;
- Поеми / прим. Л. Ф. Кодацької — К. : Дніпро, 1982 — 189 с.;
- Мала книжка. Автографи поезій Шевченка 1847—1850. — К., 1984;
- Кобзар. — К.: Дніпро, 1994. — 688 с.;
- Кобзар. — К.: Дніпро, 1999. — 672 с.;
- «Справжня Краса». Поема (1848) — К., 1999;
- Заборонений Кобзар: упоряд., передм. та післясл. Миколи Зубкова. — 3-тє вид., доопрац. — Х.: Форт, 2009. — 96 с.;
- Щоденник / Тарас Шевченко; упорядн., автор передмови та приміток проф. Л. Ушкалов. — Харків: Видавець Олександр Савчук, 2018. — 2-ге вид. — 416 с., 14 іл.[11];
- Кобзар: фронтовий кобзар; авт. проекту Сергій Пущенко. — Харків: Майдан, 2020. — 788 с.;
- Відроджений «Кобзар». Ориґінальні авторові варіянти творів; упоряд. Микола Зубков. — Х.: Школа, 2023. — 352 с.

### Видання мистецької спадщини
- Альбом. — К.: Мистецтво, 1976. — 345 с.
- Живопис. Графіка. — К.: Мистецтво, 1986.
- Живопис. Графіка. Альбом. — К.: Мистецтво, 1984. — 140 с.
- Мистецька спадщина: У 4 т. — К., 1961—1964.
- Національний музей Тараса Шевченка. — К.: Мистецтво, 2002. — 224 с.